# Molophilus flavidulus
Molophilus flavidulus är en tvåvingeart som beskrevs av Alexander 1923. Molophilus flavidulus ingår i släktet Molophilus och familjen småharkrankar. Inga underarter finns listade i Catalogue of Life.